# (278513) Schwope
(278513) Schwope, provisorische Bezeichnung 2008 CE120, ist ein Asteroid und Kleinplanet des inneren Asteroiden-Hauptgürtels, der am 14. Februar 2008 vom deutschen Amateurastronom Bernd Thinius am Inastars Observatorium Potsdam (IOP, B15) entdeckt wurde.

## Name
(278513) Schwope erhielt nach seiner Entdeckung zunächst die provisorische Bezeichnung 2008 CE120. Am 1. September 2012 wurde er nach Axel D. Schwope benannt. Axel D. Schwope (* 1959) ist ein deutscher Astronom und Hochschullehrer, der am Leibniz-Institut für Astrophysik Potsdam arbeitet.

## Umlaufbahn
(278513) Schwope umkreist die Sonne in einer Entfernung von 1,890 bis 2,89 AE alle 3,7 Jahre einmal. Seine Umlaufbahn hat eine Exzentrizität von 0,2092 bezogen auf die Große Halbachse von 2,39 AE und eine Bahnneigung von 9,35 Grad bezogen auf die Ekliptik.

## Familie
Nach der Definition von minorplanet.info gehört der Asteroid zur Asteroidenfamilie 9104: MB-inner*.

## Durchmesser und Albedo
(278513) Schwope hat einen mittleren Durchmesser von 2,447 (±0,111) Kilometer und eine Albedo von 0,047 (±0,005).

## Beobachtungen
(278513) Schwope wurde bereits vor seiner Entdeckung seit 1995 vom Steward Observatory, vom Lincoln Laboratory, vom Catalina Sky Survey und vom Mount Lemmon Survey beobachtet. Seit seiner Entdeckung gab und gibt es weitere Beobachtungen durch die genannten Observatorien und durch das Turtle Star Observatory, Mülheim an der Ruhr, den Wide-Field Infrared Survey Explorer, die Sternwarte am purpurnen Berg, durch das ISON-NM Observatory in Mayhill (New Mexico), durch Pan-STARRS 1 und 2, das Space Surveillance Telescope, das Palomar-Observatorium, das ATLAS-HKO, Haleakala und das ATLAS-MLO, Mauna Loa.